# Orange, New Jersey
Orange är en stad i delstaten New Jersey med en yta av 5,700 km² och 30 134 invånare (2010).